# 優しい歌が歌えない
「優しい歌が歌えない」（やさしいうたがうたえない）は、日本の男性シンガーソングライター・槇原敬之の31枚目のシングル。2004年4月28日発売。発売元は東芝EMI（現：ユニバーサルミュージック）。

## 解説
東芝EMI移籍第一弾シングル。MVには萩原流行が出演。NHK『土曜スタジオパーク』エンディング曲。「Hungry Spider」以来、5年ぶりに本曲で『HEY!HEY!HEY! MUSIC CHAMP』にコメント出演。CD-EXTRA仕様、秘蔵映像が視聴可能。

## 収録曲
作詞・作曲・編曲：槇原敬之
1. 優しい歌が歌えない
2. とりあえず何か食べよう
3. 優しい歌が歌えない [Backing Track]
4. とりあえず何か食べよう[Backing Track]